# Operación Invierno Caliente
La Operación Invierno Caliente (Warm Winter) fue una campaña militar que las Fuerzas de Defensa de Israel emprendieron el 29 de febrero de 2008 en la Franja de Gaza con el objetivo de defender a la población civil israelí de los cohetes Qassam disparados por el ala paramilitar del Hamás y otras organizaciones. En esta campaña murieron al menos 112 palestinos y 3 israelíes.
La escala de la operación ha generado una extendida alarma internacional y mientras la ONU y la Unión Europea la han calificado como uso desproporcionado de la fuerza, el Departamento de Defensa de EE. UU. animó a Israel a tomar precaución para evitar las pérdidas de vidas inocentes. En concreto, Europa ha pedido el cese tanto de los lanzamientos de cohetes de Hamás como las actividades militares israelíes.
Esta empresa se realizó aprovechando la discordancia en los territorios palestinos entre los extremistas de Hamás (que gobiernan Gaza) y los moderados del Fatah (que cuentan con el poder en Cisjordania y el apoyo estadounidense); sin embargo las operaciones militares en Gaza provocaron que Fatah suspendiese el potencial proceso de paz con Israel proyectado en la Conferencia de Annapolis de 2007, que luego retomó.

## Operación
La operación, según la Defensa israelí, pretende causar el máximo daño posible a la infraestructura terrorista en la Franja de Gaza (uno de los objetivos durante los ataques fue la oficina del primer ministro palestino y líder de Hamás Ismail Haniya).
En la operación de tierra participaron también las tropas de la Brigada Guivati, Fuerzas de Ingeniería Militar y el Cuerpo Armado (tanques) apoyados por la Fuerza Aérea Israelí para realizar ataques aéreos y apoyo táctico al contingente terrestre.
Ante las presiones internacionales, Israel concluyó la primera etapa el 3 de marzo de 2008, dejando la operación aplazada.

## Víctimas
La organización de derechos humanos israelí B'Tselem expresó su grave preocupación por «la cantidad de niños y otros civiles no involucrados muertos y heridos en la Franja de Gaza». Según el grupo, más de la mitad de todas las víctimas palestinas no tenía relación con las luchas. Sin embargo Israel declaró que la mayoría de los muertos fueron militantes terroristas.
El ministro de defensa israelí, Matan Vilnai, declaró que los palestinos se arriesgaban a un «holocausto» si continuaban con sus ataques, utilizando la palabra hebrea shoah (literalmente desastre) en referencia al nombre en hebreo que recibe el genocidio judío.